# De zwerftocht van de U 522
De zwerftocht van de U 522 is het negentiende album in de Sophie-reeks. Het verhaal is verschenen in Robbedoes nummer 2764 tot 2775 in 1991. Het album werd door Dupuis uitgegeven in 1991.

## Personages
- Sophie
- Mijnheer Karapolie
- Gwendoline
- Rudolf Schmitt
- Hans
- Generaloberst Erhard Elmer

## Verhaal
Sophie is met haar vader in het oudheidkundig museum waar ze kunstvoorwerpen bewonderen van oude beschavingen. Alles verloopt normaal totdat ze ineens geroep horen bij de balie, gevolgd door een slag. Als ze gaan kijken, zien ze dat een oude man is flauwgevallen. Hij blijkt gewond te zijn aan zijn arm. Sophies vader vraagt aan de suppoost of er een eerste-hulpkamer is. De suppoost belt de conservator van het museum en vraagt of deze een dokter kan laten komen. De suppoost en Sophies vader ondersteunen de gewonde man tot bij het kantoor van de conservator. Sophie klopt op de deur en opent de deur als er "binnen" aan de andere kant klinkt. Als ze de deur open doet blijkt de conservator een dame te zijn. Ze heeft donker haar, een bril en draagt een zwart kleedje. Ze herkent Sophies vader meteen als een vroegere studiegenoot aan de universiteit. Haar naam is Gwendoline. Even later is de dokter aangekomen die de eerste zorgen toedient aan de gewonde man. De dokter denkt dat het om een schotwond gaat. het blijkt echter niet zo erg en de man komt al snel bij. Hij zegt dat hij de conservator wil spreken. Gwendoline presenteert zich als de conservator. Gwendoline wil het verhaal van de heer graag horen, maar wil dat ook Sophies vader blijft, want ze heeft hem al zo lang niet meer gezien. Ook Sophie blijft om naar het verhaal van de oude man te luisteren. 
De man is van Duitse afkomst en heet Rudolf Schmitt. Hij opent zijn aktetas en toont enkele foto's die genomen waren tijdens de Tweede Wereldoorlog. Hij was destijds een nog jonge kerel van 20, net afgestudeerd van de zeevaartschool. Hij maakte deel uit van de Duitse oorlogsvloot als tweede officier op de duikboot de U-522. De Duitsers waren de oorlog aan het verliezen, enkel de duikboten konden de geallieerden nog zware verliezen toedienen. Na weken rond gedobberd te hebben werd de duikboot opgemerkt door een Engels vliegtuig dat hen onder vuur nam. De brug van de duikboot werd hierdoor zwaar beschadigd. De eerste officier en dienstdoende uitkijk werden hierbij gedood. De duikboot wist te ontsnappen. Rudolf moest het bevel overnemen. Ondanks de onheilspellende berichten dat het Derde Rijk op sterven na dood was, ontvingen ze een bericht van een admiraal. Ze kregen de opdracht om naar een plek te varen nabij Noord-Afrika. Dit bevel volgden ze op. Vier dagen later waren ze op de opgegeven plek. Na drie dagen wachten kwam er dan eindelijk een watervliegtuig met de generaal die de opdracht had gegeven om naar die plek te komen. De generaal heette Erhard Elmer. 
Sophie gaat tijdens het verhaal van Rudolf even naar buiten om Jozef te waarschuwen dat hij niet op hen moet blijven wachten. Sophie loopt nog tegen een lange oudere man aan, kaal hoofd. Later ziet ze hem luistervinken aan de deur van het kantoor van de conservator. Sophie belt Gwendoline op en vertelt haar van de man. Gwendoline waarschuwt haar bewakingsagenten die deze man verwijderen. Als Sophie terug binnen is, vraagt Rudolf haar hoe die man eruitzag. Als Sophie hem beschrijft, weet Rudolf dat het zijn compagnon Hans is. 
Rudolf gaat verder met zijn verhaal. Ze kregen van de generaal te horen dat hun nieuwe bestemming Zuid-Amerika was waar ze de Amazone zouden opvaren.  Er werden een tiental kisten met een geheime lading overgedragen in de torpedoruimte. Alles wat Rudolf wist dat het om oorlogsbuit ging die in veiligheid moest worden gebracht. De bedoeling was om van daar uit het Derde Rijk weer op te bouwen. Toen ze de Amazone naderden zagen ze hoe de zee van kleur veranderde. Dit kwam door het zand dat het zoete water van de Amazone meenam tot meer dan 50 kilometer van de kust. Ze voeren dagenlang over de rivier. Ze moesten behoedzaam varen want er was altijd het gevaar van drijvende boomstammen. Toen ze bijna op hun bestemming waren, liet de generaal een bericht overmaken. Rudolf en zijn mannen konden hierdoor een aantal dagen rust nemen. Rudolfs mannen willen allemaal de nacht aan land doorbrengen. Rudolf bleef als enige samen met de dienstdoende wacht op de duikboot. Omdat de generaal met wat anders bezig was en Rudolf erg nieuwsgierig was naar wat er toch in die kisten zat, besloot hij om er een kijkje in te nemen. Toen hij het deksel van een van de kisten had geopend, vond hij eerst papiersnippers. Daaronder vond hij echter een Egyptisch beeldje. Hij werd echter betrapt door de generaal die hem bedreigde met een pistool. De generaal legde hem uit dat de kisten vol zaten met deze kunstschatten geroofd uit diverse  Europese musea. De generaal wilde dit verkopen aan een rijke persoon. Hij wilde de rijkdom delen met Rudolf, maar niet met de rest van de bemanning. Daarom wilde de generaal de duikboot laten verongelukken met alle bemanning behalve hijzelf en Rudolf aan boord. Rudolf werd boos en weigerde aan dit boze plan mee te werken. De dekwacht kwam ook tussenbeide die het verhaal ook had gehoord. Hij bedreigde de generaal, maar de generaal wist de kerel uit te schakelen door deze neer te slaan. De generaal vluchtte weg van de boot het oerwoud in. Rudolf geloofde nooit dat de generaal alleen in het oerwoud kon overleven. Na een paar dagen de rivier te hebben afgevaren kwamen ze een platbodem tegen. Rudolf geloofde zijn ogen niet toen hij met zijn verrekijker generaal Elmer aan boord zag van dit schip naast de roerganger. De generaal gaf bevel om te vuren. Het was echter slecht gemikt en miste doel. Rudolf gaf meteen bevel aan zijn mannen om terug te vuren. Het volgende moment klonken er twee schoten een vanuit elk kanon. De duikboot werd getroffen in de achtersteven. De duikboot raakte echter het kanon van de tegenstrever op het onderdek zodat deze niet meer konden terug schieten. Een tweede schot van de U-522 raakte het bovendek en de laatste ter hoogte van de waterlijn. Het schip maakte slagzij en begon te zinken. De overlevenden sprongen het water in en zwommen naar de oever een paar meter verder. Rudolf had niet kunnen zien of generaal Elmer het had overleefd. Hij had de man nadien nooit meer teruggezien. Hoewel de schade meeviel konden ze onmogelijk op die manier terugvaren naar Europa. Ze voeren verder de rivier af totdat de duikboot te veel water begon te maken. Ze namen de belangrijkste spullen mee en verlieten daarna de duikboot. Rudolf verliet als laatste de boot en nam een tas mee met daarin het scheepsjournaal (waaruit hij aan het voorlezen was), een handvol kaarten van de omgeving, foto's, een paar kompassen en een sextant. Met behulp van de sextant legde Rudolf zorgvuldig de positie waar de duikboot was gezonken vast. Hij was immers van plan om de duikboot later te gaan ophalen. Ze bouwden een vlot waarmee ze verder de rivier zouden afvaren. Een andere groep onder leiding van de stuurman ging te voet door de jungle overtuigd dat ze daarmee een groot stuk konden afsnijden. Rudolf en zijn mannen voeren drie weken lang en kwamen daarna terecht in een indianendorp.
De oorlog was ondertussen afgelopen. Duitsland had verloren waardoor ze door de Braziliaanse regering niet langer als vluchtelingen werden beschouwd. Rudolf en zijn mannen werden terug naar Duitsland gerepatrieerd. Rudolf ging werken in de opnieuw opgerichte koopvaardij maar bleef nog vaak denken aan de gezonken duikboot die hij zo graag wilde gaan ophalen. Hij verdiende echter te weinig om ooit genoeg geld bijeen te sparen om een reis te kunnen maken naar Zuid-Amerika. Op een dag in een havenkroeg in Hamburg kwam hij een van zijn vroegere makkers tegen. Het was Hans zijn vroegere werktuigkundige officier die ook bij hem op het vlot zat. Hans werkte voor een firma die in Zuid-Amerika ging werken. Hans vroeg of Rudolf met hem meeging als assistent. Samen zouden ze dan de duikboot naar boven kunnen halen. Helaas kreeg de firma op het laatste moment toch geen vergunning dus viel dat plan in duigen. Jaren verstreken. Rudolf en Hans probeerden plannen te bedenken om die schat te kunnen bemachtigen, maar zelfs met hun beide salarissen samen konden ze zo een reis niet bekostigen.  Ondertussen waren ze te oud geworden en Rudolf wilde dit overlaten aan ervaren lui die het in hun plaats wilden doen. Hans was hier niet mee akkoord, werd erg nijdig. De volgende dag nam Rudolf zijn tas met zijn reisverslag en foto's met de bedoeling ermee naar het oudheidkundig museum te gaan. Hans wilde Rudolf tegenhouden door de oude Lüger op zijn maat te richten en dreigde ermee te schieten. Rudolf schopte echter een stoel tegen Hans aan en maakte zich onder de voeten uit. Hans schoot en veroorzaakte een schampschot aan de arm van Rudolf. Met de auto was hij ten slotte tot naar het museum gereden. Hans achtervolgde hem in een taxi. Gwendoline wilde nu eindelijk eens weten waarom Rudolf net aan haar dat hele verhaal kwam vertellen. Rudolf had enkele foto's genomen van de kunstschatten en toen hij deze aan Gwendoline toonde bleek het merendeel afkomstig te zijn uit haar museum. Na aandringen kreeg Rudolf Gwendoline zo ver (met ook de medewerking van Sophies vader) dat ze een expeditie zal organiseren om de kunstschatten boven te halen. Gwendoline eist wel dat Sophies vader zal deelnemen aan de expeditie. Hoewel hij eerst weigerachtig stond tegenover dit idee weet Sophie hem uiteindelijk te overtuigen om toch mee te gaan. 
Het avontuur krijgt dus een vervolg, hetgeen ze in het volgende album zullen beleven. Hans is gevallen en heeft een flinke smak gemaakt. Als hij weer bijkomt bevindt hij zich in het ziekenhuis. Hij zweert om een stokje voor de plannen van Rudolf te steken.

## Trivia
Op een bepaald moment noemt Sophie generaal Elmer net zo een schurk als Ptikochonoff. Ze bedoelt hiermee John Minzwijnoff. Er werd verzuimd om deze naam te vertalen.